# Гроньярдо
Гроньярдо (итал. Grognardo) — коммуна в Италии, располагается в регионе Пьемонт, в провинции Алессандрия.
Население составляет 321 человек (2008 г.), плотность населения составляет 34 чел./км². Занимает площадь 9 км². Почтовый индекс — 15010. Телефонный код — 0144.
Покровителем коммуны почитается святой апостол Андрей, празднование 30 ноября.

## Демография
Динамика населения:

## Администрация коммуны
- Официальный сайт: